# Good Vibrations
«Good Vibrations» es una canción escrita, compuesta y producida por Brian Wilson con letras de Mike Love e interpretada por The Beach Boys con Carl Wilson como vocalista principal. Fue publicada en sencillo el 10 de octubre de 1966 con el instrumental "Let's Go Away For Awhile" de Pet Sounds en el lado B. La canción se convirtió en todo un éxito tanto en su país como en el Reino Unido, alcanzando el número uno en ambos países y en otros cinco. Fue grabada durante las sesiones de Pet Sounds, pero no fue incluida en el álbum, sino que se editó como un sencillo con la idea de que no acompañe ningún álbum, aunque después se la consideró para el entonces futuro proyecto SMiLE. Cuando dicho álbum fue abandonado, "Good Vibrations" apareció en Smiley Smile. El 30 de marzo de 2016, la RIAA certificó disco de platino para "Good Vibrations" por vender un millón de copias, corrigiendo un error histórico por un cambio en el criterio de los galardones.
Brian Wilson ha dicho que la génesis del título "Good Vibrations" vino de una anécdota que le contaba su madre sobre que los perros le ladran a ciertas personas en respuesta a sus "malas vibraciones". Fascinado con el concepto, Wilson se centró en la idea general del sistema límbico, o percepción extrasensorial, y desarrolló el resto de la canción.
Sobre la base del enfoque de la producción en capas que había formulado anteriormente en Pet Sounds, Wilson grabó la canción de forma fragmentaria utilizando varios estudios de Los Ángeles a lo largo de ocho meses, lo que terminó en un mosaico cortado en pedazos con los episodios musicales marcados por varias tonos discordantes. El publicista de la banda Derek Taylor llamó a la obra una "sinfonía de bolsillo", ya que cuenta con una exótica variedad de instrumentos inusuales para una canción pop de su tiempo, incluyendo el uso prominente de un arpa y un electroteremín, un instrumento desconocido para ese entonces, junto con instrumentos convencionales desempeñándose de manera novedosa en un éxito pop, como el violonchelo y el bajo. Sus costes de producción, situados entre 50.000 y 75.000 dólares de la época, fueron los más elevados para una canción en aquel momento.
Reconocida como una obra modernista de los años 60, a Wilson se le atribuye el uso del estudio de grabación como un instrumento más como parte fundamental de la composición de la canción, como en Pet Sounds. Su éxito le proporcionó a The Beach Boys una nominación al Grammy a la Mejor Interpretación Vocal Grupal en 1966, y la canción fue finalmente incluida en el Salón de la Fama del Grammy en 1994. Es uno de los primeros clásicos de pop psicodélico de la época de la contracultura que apareció en varias listas de las mejores canciones de todos los tiempos, siendo votada como el número uno en la lista de Mojo Top 100 Records of All Time chart in 1997, la sexta mejor canción en la lista de la revista Rolling Stone de las 500 mejores canciones de todos los tiempos, y ganó el cuarto puesto en la lista de las 20 mejores canciones de la revistaNew Musical Express. Además, "Good Vibrations" es parte del Salón de la Fama del Rock. Según el sitio agregador de listas Acclaimed Music, es la cuarta canción más aclamada por los críticos de todos los tiempos.

## Orígenes
El líder creativo de The Beach Boys de la banda Brian Wilson fue en gran parte el responsable de la composición de la pista y su arreglo vocal, con la ayuda de Mike Love contribuyendo letras y el riff vocal "I'm picking up good vibrations / she's giving me excitations" en el coro. Wilson explicó que la canción fue inspirada por su madre: "[ella] me hablaba acerca de las vibraciones cosa que no entendía demasiado de lo que significaba cuando era sólo un niño. Me asustaba, la palabra 'vibraciones'. Ella me dijo que los perros ladran a cierto tipo de gente y luego no ladran a otras personas, que un perro sería capaz de captar las vibraciones de estas personas, que no se pueden ver pero se puede sentir".
La mayor parte de la estructura y el arreglo de la canción fue escrita como fue grabado. Desde el principio, Wilson previó la aplicación de un theremin, comparándolo con: "La voz de una mujer o de un arco de violín sobre una sierra de carpintero". John Bush de Allmusic señaló: "los oyentes de radio podrían tomar fácilmente el vínculo entre el título y los riffs obviamente electrónicos que suenan en el fondo del coro, pero el uso del theremin por parte de Wilson añadió otro delicioso paralelo". Wilson también señaló que el violonchelo en el estribillo se basa en la producción "Da Doo Ron Ron" de Phil Spector. En última instancia, Love presentó las letras finales para "Good Vibrations", alegando que ellos habían escrito juntos en el estudio, y que fueron inspirados por el movimiento flower power que ocurre en San Francisco y algunas partes de Los Ángeles.
A principios de 1966, Brian se contactó con el letrista Tony Asher para escribir las letras para Pet Sounds. Asher explicó que su primera reacción ante una primaria interpretación de Brian en el piano, era que tenía una premisa interesante con potencial para ser un éxito, pero no podía imaginar el resultado final debido a la primitiva forma de tocar el piano de Brian. Los ejecutivos de Capitol Records estaban preocupados porque las letras contenían matices psicodélicos, y Brian se había basado en sus experiencias con LSD.

## Grabación
El estilo de grabación y producción utilizado en "Good Vibrations" estableció un nuevo método de trabajo de Brian Wilson: la grabación y regrabación de secciones específicas, seguido de mezclas en bruto de las secciones editadas juntas, además de grabación según sea necesario, y la construcción de la mezcla final de los elementos. Este fue el enfoque modular para la grabación que se utilizó durante las sesiones de Smile, y en menor grado, Pet Sounds. Para "Good Vibrations", Wilson también aplica la fórmula del Wall of Sound a sus arreglos. Las diversas secciones de la canción fueron editadas juntas por Wilson en una cantidad innumerable de collages sonoros, y su producción abarcó diecisiete sesiones de grabación en cuatro estudios de grabación diferentes. Se usaron más de 90 horas de cinta de grabación magnética, con un presupuesto final estimado de entre $ 50.000 y $ 75.000 ($ 360.000 y $ 550.000 en la actualidad), el mayor presupuesto empleado para un sencillo. En comparación, para Pet Sounds el coste de producción había sido de $ 70.000 ($ 510.000), en sí un costo inusualmente alto para un álbum. La mayoría de los sencillos de música pop de la época se grababan en un día o dos. Muchas veces Brian Wilson llegaba a las sesiones, hacía algunos arreglos, pero luego se iba sin grabar nada debido a sus indecisiones, lo que exacerbó los costos de producción. En su mayoría, grabó con el grupo de músicos conocidos como The Wrecking Crew, además la instrumentación de la canción incluyó el piano preparado, arpa de boca, órgano Hammond, contrabajo, armónica, varias guitarras, clavecín, chelo, percusión no especificada y electroteremín. Según Wilson, solo la sesión con el electroteremín costó $ 15.000 ($ 110.000). Además, Van Dyke Parks dice haber contribuido en algunos instrumentos para una sesión de "Good Vibrations", tocando los pedales de bajo de un órgano B3.
El instrumental de la primera versión de la canción fue grabada el 17 de febrero de 1966 en Gold Star Studios y se registró como una sesión para Pet Sounds. La grabación de ese día fue titulada como "# 1 Untitled" o " Good, Good, Good Vibrations", pero en su cinta máster, Wilson afirma claramente "Good Vibrations... take one". Después de veintiséis tomas, se llegó a una mezcla mono aproximada. Algunos instrumentos adicionales y voces guía se regrabaron el 3 de marzo. La versión original de "Good Vibrations" contiene las características de un "rhythm and blues" y aún estaba lejos de parecerse a una "sinfonía de bolsillo". Para este punto no se había grabado el violonchelo aún, pero el electroteremín estaba presente, está siendo ejecutado por su inventor Paul Tanner. Fue la segunda vez que se usó el instrumento, habiéndose empleado para la grabación de "I Just Wasn't Made for These Times" solo tres días antes. Brian luego dejó "Good Vibrations" con el fin de dedicar todas sus energías para terminar Pet Sounds, además porque pensaba que la canción no iba a encajar en el álbum, después de ser editado Pet Sounds el 16 de mayo, se registraron sesiones instrumentales de "Good Vibrations" entre abril y junio. A principios de septiembre se decidió volver a revisar la sección del puente de la canción y aplicar sobregrabaciones de electroteremín.
Para sorpresa de los demás integrantes de la banda, Brian Wilson decidió descartarla de la edición final del álbum.

Hasta ese momento todos habíamos asumido que "Good Vibrations" iba a formar parte de Pet Sounds, pero Brian decidió no incluirlo en el álbum. Nosotros nos sentimos mal y a la vez impotentes por ello, pero la decisión final dependía de él.
Al Jardine.

La primera versión de la lírica fue escrita por Tony Asher, quien además había ayudado a Brian Wilson con la escritura de varias canciones de Pet Sounds. En un principio llamó a la canción "Good Vibes" (español: 'Buena onda'). Wilson le sugirió cambiar a "buenas vibraciones", Asher le dio la razón, pero dijo que lo mejor era dejarla así, ya que el argot popular era "buenas ondas". Pero más tarde Mike Love y Brian Wilson cambiaron la letra a "buenas vibraciones" (en inglés: "Good Vibrations").
Según David Anderle amigo de Brian de ese entonces, Brian en un punto prematuro consideró dar "Good Vibrations" a un grupo de rhythm and blues negro de Warner Bros Records conocido como Wilson Pickett Brian consideró directamente desechar la pista, pero después de recibir el aliento de Anderle, finalmente confió en él como el próximo sencillo para The Beach Boys. Mientras tanto, Wilson trabajó en escribir y grabar material para el proyecto Smile. El primer beach boy que escuchó una versión prematura de "Good Vibrations" fue Carl Wilson, que había participado previamente en las voces con Brian en su mezcla inicial de febrero. Tras una actuación con el grupo de gira en Dakota del Norte: "Volví arriba a mi habitación del hotel una noche y el teléfono sonó. Era Brian. Me llamó desde el estudio de grabación y me hizo escuchar esta música que suena más bizarra por teléfono. Había tambores sensacionales, ese tipo de cosas, luego se perfeccionaron en sí y se metió el violonchelo. Era una pista realmente moderna".
La grabación de las voces de "Good Vibrations" tuvo lugar en CBS Columbia Square el 24 de agosto y continuó esporádicamente hasta el último día de reunión el 21 de septiembre. Evidentemente, la estructura episódica de la composición fue revisada continuamente a medida que el grupo fue experimentando con ideas diferentes. Mike Love recordó más tarde: "Recuerdo haber hecho de 25 a 30 sobregrabaciones vocales de la misma pieza, y cuando me refiero a la misma parte, me refiero misma sección de registro, de tal vez no más de dos, tres, cuatro, cinco segundos de duración". Dennis Wilson estaba destinado a cantar la voz principal, pero debido a un ataque de laringitis, Carl lo sustituyó en el último momento. La versión final es cantada principalmente por Carl en los versos, mientras que Brian se hace cargo de las líneas en falsete "I hear the sound of a" y "when I look in her eyes". Los dos puentes y el coro vocal son cantados por Love con Brian en la parte superior del apilamiento armonioso durante la parte del coro que dice "good, good, good vibrations".
Brian ha recordado que antes de completar "Good Vibrations", asistió a una sesión de principios de agosto para la canción "My Obsession" de los Rolling Stones, cuando el productor Lou Adler le dio marihuana, explicando: "Ellos me tiene todo drogado, pusieron todo esto en mí y no podía encontrar la puerta. [Esto] me borró tantas cosas que no sabía dónde estaba la puerta para salir del estudio". Al año siguiente, el agente de prensa de los Beach Boys, Derek Taylor publicó un artículo que escribió sobre una reunión organizada entre éste, Brian y Paul McCartney en agosto de 1966, en donde Brian había enseñado una grabación prematura de la canción en disco de acetato para que McCartney la escuchase. En 1976, Brian explicó que antes de terminar la mezcla final de la canción, tuvo que hacer frente a las resistencias dentro del grupo, a lo que Brian se negó a dar nombres.  El objeto de sus preocupaciones y quejas fue el sonido "moderno" de la canción y la perceptible duración de la misma. A principios de septiembre, Brian sufrió un robo de las cintas máster "Good Vibrations", habrían sido robadas por un desconocido. Misteriosamente, reaparecieron dentro de su casa dos días después.
El 1 de septiembre de 1966 se terminó de grabar "Good Vibrations" en los estudios United Western. El 17 de noviembre llega al primer lugar en Reino Unido y el 10 de diciembre en los Estados Unidos. Hasta hoy en día, se sigue manteniendo como uno de los mejores sencillos de todos los tiempos.
Esta canción fue innovadora en varios aspectos, además de los variados efectos sonoros, fue una de las primeras canciones de pop en usar el electroteremín (en realidad ya había sido usado con "I Just Wasn't Made for These Times") el empleo de instrumentos de orquesta como el violonchelo y el contrabajo también es algo extravagante. El publicista de Brian Wilson, Derek Taylor, ha comentado que la canción es una "sinfonía de bolsillo".

## Información de las sesiones
En la siguiente tabla se puede ver información por cada sesión individual compilado por Keith Badman, Andrew Doe, hojas de contratos prestadas por la Federación Americana de Músicos, y el disco 5 de The Smile Sessions.
| Dato             | Uso         | Distinción                    | Estudio                  | Nota(s)                                                                             |
| ---------------- | ----------- | ----------------------------- | ------------------------ | ----------------------------------------------------------------------------------- |
| 17 de febrero    | Parcial     | "#1–Untitled"                 | Gold Star Studios        | Sesión de Pet Sounds; solo el coro de fondo en el verso apareció en la mezcla final |
| 3 de marzo       | No          | —                             | United Western Recorders | Sesión de Pet Sounds; doblajes vocales                                              |
| ??? marzo        | No          | "Good, Good, Good Vibrations" | —                        | Sesión de Pet Sounds; doblajes y mezcla primaria                                    |
| 9 de abril       | No          | —                             | Gold Star Studios        | Sesión de Pet Sounds                                                                |
| 4 de mayo        | Desconocido | "First chorus"                | Gold Star Studios        | —                                                                                   |
| 4 de mayo        | Sí          | "Second chorus"               | Gold Star Studios        | "Primer episodio" en la mezcla final                                                |
| 4 de mayo        | Sí          | "Fade"                        | Gold Star Studios        | —                                                                                   |
| 24 de mayo       | Desconocido | "Parts 1–4"                   | Sunset Sound Recorders   | —                                                                                   |
| 25 de mayo       | No          | —                             | Sunset Sound Recorders   | —                                                                                   |
| 27 de mayo       | No          | "Part C"                      | United Western Recorders | —                                                                                   |
| 27 de mayo       | Desconocido | "Chorus"                      | United Western Recorders | —                                                                                   |
| 27 de mayo       | Desconocido | "Fade Sequence"               | United Western Recorders | —                                                                                   |
| 2 de junio (1)   | Desconocido | (Inspiration) "Parts 1–4"     | United Western Recorders | —                                                                                   |
| 2 de junio (2)   | Desconocido | (Inspiration) "Parts 1–4"     | United Western Recorders | —                                                                                   |
| 12 de junio      | Desconocido | (Inspiration) "Parts 1–4"     | United Western Recorders | —                                                                                   |
| 16 de junio (1)  | No          | "Part 1"                      | United Western Recorders | Esta sesión fue filmada                                                             |
| 16 de junio (1)  | No          | "Part 2"                      | United Western Recorders | Esta sesión fue filmada                                                             |
| 16 de junio (1)  | No          | "Part 3"                      | United Western Recorders | Esta sesión fue filmada                                                             |
| 16 de junio (2)  | No          | "Verse"                       | United Western Recorders | This session was filmed                                                             |
| 18 de junio      | No          | "Part 1"                      | United Western Recorders | —                                                                                   |
| 18 de junio      | No          | "Part 2"                      | United Western Recorders | —                                                                                   |
| 24 de agosto     | No          | —                             | Sunset Sound Recorders   | Doblejes y mezcla inicial                                                           |
| ??? agosto       | No          | —                             | CBS Columbia Square      | Doblajes vocales                                                                    |
| ??? agosto       | No          | —                             | CBS Columbia Square      | Doblajes vocales                                                                    |
| 1 de septiembre  | No          | (Persuasian)                  | United Western Recorders | —                                                                                   |
| 1 de septiembre  | Sí          | "New Bridge"                  | United Western Recorders | "Segundo episodio" en la mezcla final                                               |
| ??? septiembre   | Desconocido | —                             | United Western Recorders | Editing                                                                             |
| 12 de septiembre | Desconocido | —                             | CBS Columbia Square      | Vocal overdubs; filming                                                             |
| 21 de septiembre | Sí          | —                             | CBS Columbia Square      | Doblaje vocal y de theremin; en remezcla final; fue filmado                         |

### Medios musicales experimentales
El uso de medios musicales experimentales de grabación se dio, sobre todo, en álbumes como Pet Sounds y SMiLE (editado como Smiley Smile). En ellos se encuentran los siguientes esquemas: en la primera mitad de "Good Vibrations" encontramos una estructura regular, con el verso y el coro que se van construyendo en los grupos de tiempos con potencias de dos (2, 4, 8, 16, 32 y 64). Después de dos episodios/ranuras, se va construyendo con longitudes irregulares de barras impares; se distingue claramente por el contenido de la instrumentación y la atmósfera, de la parte de verso y coro. Este esquema se utilizó de la misma forma para "Heroes and Villains".
Fue la composición que llevó más tiempo de producción, donde Brian Wilson fue más allá de la estructura formal, creando nuevas formas en su instrumentación. El título duraba tres minutos y treinta segundos, con una estructura modular y diversa, formada por varios fragmentos que se destacaban por sus cambios de ritmo. Las guitarras habituales en este género fueron omitidas, además de otros instrumentos habituales, reemplazándolos por el theremín, un violonchelo, un órgano, una armónica y dos bajos. La canción fue grabada en diferentes estudios para aprovechar el sonido diferente y el ambiente de cada instalación. En contraste con las canciones complejas en producción, en algunos casos se grabaron intencionadamente canciones poco orquestadas. Esto hacía que, como en el tema "Wonderful", a veces el sonido fuese inestable y ambiguo, u oscuro con sólo una voz y sonidos graves.

## Estructura y estilo
1. Verso
2. Refrán (coro)
3. Primer episodio digresión
4. Segundo episodio digresión
5. Retro-refrán
6. Coda[5]

## Promoción
En julio de 1966, se publicó un anunció en la revista musical Billboard para Pet Sounds, dando las gracias a la industria discográfica, y que, "estamos satisfechos por el hecho de que nuestro Pet Sounds trajo 'good vibrations'". Este fue el primer indicio público del nuevo sencillo. Más tarde ese mismo año, Brian Wilson dijo al periodista Tom Nolan que el nuevo sencillo de The Beach Boys sería "sobre un tipo que recoge las buenas vibraciones de una chica" y que sería un "monstruo". A Derek Taylor publicista de la banda, se le atribuye haber acuñado el término "sinfonía de bolsillo" para la obra. Promovió el corte diciendo: "los talentos instintivos de Wilson para mezclar sonidos se podría equiparar al de los antiguos pintores, cuyo secreto especial radicaba en la mezcla de sus aceites [para sus óleos]. Y lo más sorprendente es que todos los artistas creativos en circulación estén utilizando sólo los materiales básicos que son de libre acceso para los demás".
Para promocionar el sencillo se rodaron cuatro videos musicales diferentes. El primero de ellos -con Caleb Deschanel como camarógrafo- cuenta con el grupo en una estación de bomberos, deslizándose por su polo, y vagando por las calles de Los Ángeles de forma parecida a The Monkees. El segundo video cuenta con imágenes del grupo durante los ensayos vocales en los estudios United Western Recorders. El tercero consta de imágenes grabadas durante una gira de The Beach Boys en Londres, a partir de un documental de Peter Whitehead sobre sus conciertos. La cuarta es una edición alternativa del tercer cortometraje musical. Brian también hizo una aparición personal en el programa Teen Rock and Roll Dance de la estación de televisión local KHJ-TV, introduciendo a la audiencia un adelanto exclusivo del registro completo.

## Recepción
El 15 de octubre de 1966, Billboard predijo que el sencillo alcanzaría el top 20 en Billboard Hot 100: "Escrita por Brian Wilson y Mike Love, el grupo tiene un éxito seguro". "Good Vibrations" fue el tercer número uno en los Estados Unidos después de "I Get Around" y "Help Me, Rhonda", llegó a la cima del Hot 100 en diciembre, además de ser su primer número uno en Gran Bretaña. Se vendieron más de 230.000 copias en los Estados Unidos durante los primeros cuatro días de su lanzamiento y entró en el Cash Box, en el número 61 el 22 de octubre. En el Reino Unido, la canción vendió más de 50.000 copias en los primeros 15 días de su lanzamiento. "Good Vibrations" se convirtió rápidamente en el primer sencillo de The Beach Boys en vender un millón de copias. En diciembre de 1966, el corte se convirtió en su primer sencillo de oro certificado por la RIAA. Luego se modificó el criterio para un sencillo de oro, y la RIAA no corrigió el galardón para el corte de The Beach Boys, a pesar de que "Good Vibrations" es apto como disco de platino en la actualidad. Finalmente el 30 de marzo de 2016 la RIAA certificó disco de platino a "Good Vibrations" por vender un millón de copias.
El corte fue un éxito a nivel internacional, entró en las listas de éxitos de al menos quience países, de los cuales en siete alcanzó el número uno (incluyendo Estados Unidos, Reino Unido, Francia y Noruega), y en los seis restantes entró en el top 10.
Tanto New Musical Express como Melody Maker brindaron críticas positivas en su momento a la edición del sencillo. Poco después, los Beach Boys fueron votados en una encuesta de lectores de la NME como la banda número uno del mundo, por delante de The Beatles, Walker brothers, The Rolling Stones, y The Four Tops. Billboard especuló que esto fue producto del éxito de "Good Vibrations", y que "el éxito sensacional de los Beach Boys, sin embargo, se está tomando como un presagio de que la popularidad de los mejores grupos británicos de los últimos tres años ya ha alcanzado su pico". En un periódico danés, una encuesta realizada por los lectores votaron a Brian Wilson como el ganador por "la mejor grabación producida en el extranjero", siendo la primera vez que esto era adjudicado a un estadounidense.
Pete Townshend de The Who fue citado en su momento diciendo "'Good Vibrations' fue probablemente una buena grabación, pero ¿quién puede saberlo?. Había que reproducirlo alrededor de 90 veces sangrientas y aun así no se podía oír lo que estaban cantando", además temía que el sencillo llevaría a una tendencia a la sobreproducción. En un número Arts Magazine en 1966, Jonathan King dijo: "con justificación de ciertas observaciones, 'Good Vibrations' es un trabajo inhumano del arte, pop computarizado, música mecanizada. Tome una máquina, [grabando] varios instrumentos musicales, añada un eslogan, revuelva bien y pulse siete botones. Es largo y dividido... Impresionante, fantástico, comercial -sí. Emocional, destructora del alma-". En la década de 2000, el productor discográfico Phil Spector criticó el sencillo por depender demasiado de la manipulación de la cinta, refiriéndose negativamente a ella como una "grabación de edición... Es como Psycho es una gran película, pero es una 'película de edición'. Sin ediciones, no es una película; con edición si lo es. Pero no es Rebecca... no es una bella historia".
Animado por el éxito de la canción, Brian continuó trabajando en el proyecto SMiLE, con la intención de crear un álbum completo empleando las técnicas de escritura y producción ideadas para "Good Vibrations". "Heroes and Villains", fue un sencillo que continuo con las prácticas de registro de Brian, que abarcó casi treinta sesiones de grabación entre mayo de 1966 y junio de 1967.
Durante la dictadura de Francisco Franco mucho álbumes y artistas fueron censurados, un ejemplo de ello fue cambio de la portada del álbum Sticky Fingers de The Rolling Stones. "Good Vibrations" fue censurada debido a su "sentido totalmente erótico, en el que se subliman las excitaciones sexuales", considerando además que "su autorización daría pie a las revistas de tipo musical a ofrecer la letra en castellano. Por todo ello, consideró que no debe autorizarse".

## Publicaciones
Si bien "Good Vibrations" había sido compuesta originalmente para Pet Sounds, pero no fue incluida, si fue incluida en Smiley Smile de 1967, en Good Vibrations - Best of The Beach Boys de 1975, en 20 Golden Greats de 1976, fue incluida en la reedición de Endless Summer de 1980, en Made in U.S.A. de 1986, en Summer Dreams de 1990, en el exitoso box set Good Vibrations: Thirty Years of The Beach Boys 1993, en el compilado de archivos Endless Harmony Soundtrack de 1998, en The Very Best of The Beach Boys y Hawthorne, CA de 2001, en la selección de clásicos por Brian Wilson Classics selected by Brian Wilson de 2002, en el exitoso compilado Sounds of Summer: The Very Best of The Beach Boys de 2003, en Platinum Collection: Sounds of Summer Edition de 2005 y en la edición histórica de The SMiLE Sessions de 2011, en cuyo quinto CD se encuentran 24 pistas exclusivamente sobre la canción "Good Vibrations", en donde se pueden escuchar diferentes mezclas o distintas tomas.

### En vivo
"Good Vibrations" fue interpretada en vivo en los álbumes The Beach Boys in Concert de 1973, Live in London de 1976 el cual aparece en el repertorio del videojuego Rock Band 3; Good Timin': Live at Knebworth England 1980 un lanzamiento recién del 2002 y en el compilado de canciones en vivo Songs from Here & Back de 2006. Fue interpretada en la edición n.º 54 de los premios Grammy en el marco de la reunión por su aniversario n.º 50.

### Ediciones especiales
Good Vibrations: 40th Anniversary Edition
En conmemoración de los 40º años de "Good Vibrations", se editó el 27 de junio de 2006 un sencillo edición especial de seis canciones en CD llamado "Good Vibrations: 40th Anniversary Edition", con la versión original de 45 RPM, siete minutos de sesiones, una versión alternativa, la pista instrumental, un ensayo del concierto en directo y una mezcla en estéreo de "Let's Go Away For Awhile".

Todas las canciones escritas y compuestas por Brian Wilson y Mike Love, excepto donde se indica. 
| N.º | Título                                                      | Vocalista principal                   | Duración |  |
| 1.  | «Good Vibrations [versión original de sencillo]»            | Carl Wilson, Mike Love y Brian Wilson | 3:37     |  |
| 2.  | «Good Vibrations [sesiones]»                                | Carl Wilson, Mike Love y Brian Wilson | 6:56     |  |
| 3.  | «Good Vibrations [versión alterna]»                         | Brian Wilson                          | 3:34     |  |
| 4.  | «Good Vibrations [instrumental en estéreo]»                 | Instrumental                          | 3:53     |  |
| 5.  | «Good Vibrations [ensayo para concierto]»                   | Carl Wilson, Mike Love y Brian Wilson | 4:09     |  |
| 6.  | «Let's Go Away For Awhile [lado B original]» (Brian Wilson) | Instrumental                          | 2:22     |  |

Edición de 10" doble en 78 RPM
El 16 de abril de 2011 se publicó una edición especial de "Good Vibrations" con "Heroes and Villains". El lanzamiento de solo 5.000 ejemplares estaba compuesto por dos discos de vinilo de 10" a 78 RPM. El primer disco tenía ambas pistas con las versiones más difundidas y conocidas. Mientras que el segundo disco posee versiones in-editas de las composiciones ya citadas. Ambos discos son monoaurales.
Disco 1

Todas las canciones escritas y compuestas por Brian Wilson y Mike Love, excepto donde se indica. 
| N.º | Título                                                | Vocalista principal                            | Duración |  |
| 1.  | «Good Vibrations»                                     | Carl Wilson, Mike Love y Brian Wilson          | 3:39     |  |
| 2.  | «Heroes and Villains» (Brian Wilson y Van Dyke Parks) | Brian Wilson [en versos] y Alan Jardine [coro] | 3:39     |  |

Disco 2

Todas las canciones escritas y compuestas por Brian Wilson y Mike Love, excepto donde se indica. 
| N.º | Título                                                                  | Vocalista principal                            | Duración |  |
| 1.  | «Good Vibrations [versión primaria]»                                    | Carl Wilson, Mike Love y Brian Wilson          | 3:03     |  |
| 2.  | «Heroes and Villains [versión alterna]» (Brian Wilson y Van Dyke Parks) | Brian Wilson [en versos] y Alan Jardine [coro] | 3:00     |  |

## Músicos de sección

### Versión original
- Mike Love - vocal
- Brian Wilson - voz líder
- Carl Wilson - voz líder (versos), bajo eléctrico, percusión
- Dennis Wilson - vocal, órgano Hammond (durante 2:14–2:56)
- Al Jardine - vocal
- Bruce Johnston - vocal

Músicos de sesión
- Hal Blaine – Batería, percusión
- Jimmy Bond Jr. – contrabajo
- Chuck Britz – ingeniero de sonido
- Frank Capp – bongos, pandereta
- Al Casey – guitarra
- Henry David
- Al De Lory
- Steve Douglas – saxofón
- Jesse Ehrlich
- Jim Gordon – percusión
- Billy Green – viento madera
- Sal Frohman
- Jim Horn – viento madera
- Larry Knechtel – órgano en versos y coros
- Mike Melvoin – clavicémbalo
- Jay Migliori – viento madera
- Tommy Morgan – armónica, armónica de bajo, arpa de boca
- Bill Pitman – guitarra
- Ray Pohlman – bajo eléctrico
- Don Randi – piano
- Lyle Ritz – contrabajo
- Paul Tanner – Electroteremín

Músicos adicionales
- Glen Campbell – guitarra
- Plas Johnson
- Carol Kaye – bajo eléctrico
- Diane Rovell

### Smile(Brian Wilson)
- Brian Wilson - vocal, y teclado
- Scott Bennett - vocal, órgano Hammond
- Nelson Bragg - vocal, Percusión
- Jeff Foskett - vocal, guitarra
- Probyn Gregory - vocal, Electroteremín
- Jim Hines - batería
- Bob Lizik - bajo eléctrico
- Paul Mertons - flauta, armónica, saxofón barítono
- Taylor Mills - vocal, percusión
- Darian Sahanaja - vocal, teclado
- Nick Walusko - vocal, guitarra

## En la cultura popular

### Apariciones como banda sonora
Películas
- Theremin: An Electronic Odyssey (1994)
- Sleepers (1996)
- Best (2000)
- Vanilla Sky (2001)
- It's All Gone Pete Tong (2004)
- ER (serie de TV)
  - Episodio: A Thousand Cranes (2003)
- Wild Hogs (2007)
- En la película US - Nosotros, en español (2019)

TV
- En Lost, la contraseña de la computadora ubicada en la estación submarina de la Iniciativa Dharma eran los acordes de Good Vibrations.
- En la serie Los Simpson, tres integrantes de la serie Glee, Lea Michele, Cory Monteith y Amber Riley cantaron una versión de esta canción en el capítulo "El musical de la escuela primaria".